# Алпеева, Анастасия Игоревна
Анастасия Игоревна Алиев (укр. Анастасія Ігорівна Алпєєва; род. 24 ноября 2001 год, Иваничи, Волынская область, Украина) — украинская спортсменка, борец вольного стиля. Чемпионка Европы 2025 года. Двукратная чемпионка Украины. Чемпионка мира среди борцов до 23 лет. Мастер спорта Украины международного класса по вольной борьбе.

## Спортивная карьера
В 2018 году Анастасия принесла для сборной первую бронзовую медаль на первенстве Европы среди кадетов (до 17 лет) в весе до 69 кг. В мае 2019 года выступила на своем первом взрослом международном турнире «Мемориал выдающихся украинских борцов и тренеров» в Киеве, где стала третьей. В июне 2019 года на первенстве мира среди юниоров (до 20 лет) так же добыла бронзовую медаль в весовой категории до 72 кг. В 2020 году Анастасия выиграла первенство Украины среди борцов до 23 лет в весе до 72 кг. В мае 2021 года выступила на первенстве Европы среди борцов до 23 лет, но стала лишь четвёртой. В июне 2021 года она попробовала свои силы на первенстве Европы среди юниоров в Германии и стала первой. В ноябре 2021 выиграла первенство мира среди борцов до 23 лет в Сербии. В начале 2022 года впервые стала чемпионкой взрослого чемпионата Украины в весе до 72 кг. В июне 2022 года стала финлисткой международного турнира Маттео Пелликоне в Италии, уступив россиянке, представляющей США Елене Макоед. В сентябре 2022 года выступила на взрослом чемпионате мира в Сербии, но разгромно проиграла в первом же круге американке Амит Элор, затем в утешительной схватке так же потерпела поражение от турецкой спортсменке Бусе Тосун. В октябре добыла бронзовую медаль на первенстве Европы до 23 лет. В марте 2023 года пришла первой на первенстве Европы до 23 лет. В мае 2023 года выиграла во второй раз чемпионат Украины среди взрослых, в весовой категории до 76 кг.
В апреле 2025 года на чемпионате Европы в Братиславе в весовой категории до 76 кг завоевала золотую медаль. В финальной схватке одолела соперницу из Турции Ясемин Адар.

## Спортивные достижения
Взрослый уровень
- 2019 Мемориал выдающихся украинских борцов и тренеров — ;
- 2020 Кубок Украины — ;
- 2022 Маттео Пелликоне — ;
- 2022, 2023 Чемпионат Украины — ;
- 2025 Чемпионат Европы — ;

Уровень до 23 лет
- 2020 Первенство Украины до 23 лет — ;
- 2021 Первенство мира до 23 лет — ;
- 2022 Первенство мира до 23 лет — ;
- 2023 Первенство Европы до 23 лет — ;

Юниорский и кадетский уровень
- 2018 Первенство Европы среди кадетов — ;
- 2019 Первенство мира среди юниоров — ;
- 2021 Первенство Европы среди юниоров — ;